# Auchy-au-Bois
Auchy-au-Bois is een gemeente in het Franse departement Pas-de-Calais (regio Hauts-de-France) en telt 399 inwoners (2004). De plaats maakt deel uit van het arrondissement Béthune.

## Geografie
De oppervlakte van Auchy-au-Bois bedraagt 4,3 km², de bevolkingsdichtheid is 92,8 inwoners per km².
De onderstaande kaart toont de ligging van Auchy-au-Bois met de belangrijkste infrastructuur en aangrenzende gemeenten.

## Demografie
Onderstaande figuur toont het verloop van het inwonertal (bron: INSEE-tellingen).